# William Kaelin Jr.
William G. Kaelin Jr., Bill Kaelin (ur. 23 listopada 1957 w Nowym Jorku) – amerykański lekarz onkolog, naukowiec zajmujący się badaniami nad rakiem na Uniwersytecie Harvarda i w Dana–Farber Cancer Institute, laureat Nagrody Nobla w dziedzinie fizjologii i medycyny w 2019 roku.
W 2016 otrzymał nagrodę Laskera za badania nad komórkowymi mechanizmami adaptacji do zmiennej dostępności tlenu (wraz z Peterem Ratcliffe’em i Greggiem L. Semenza), w tym samym roku został uhonorowany „ASCO Science of Oncology Award”, a także „AACR Princess Takamatsu Award”.